# Pressearchiv 20. Jahrhundert

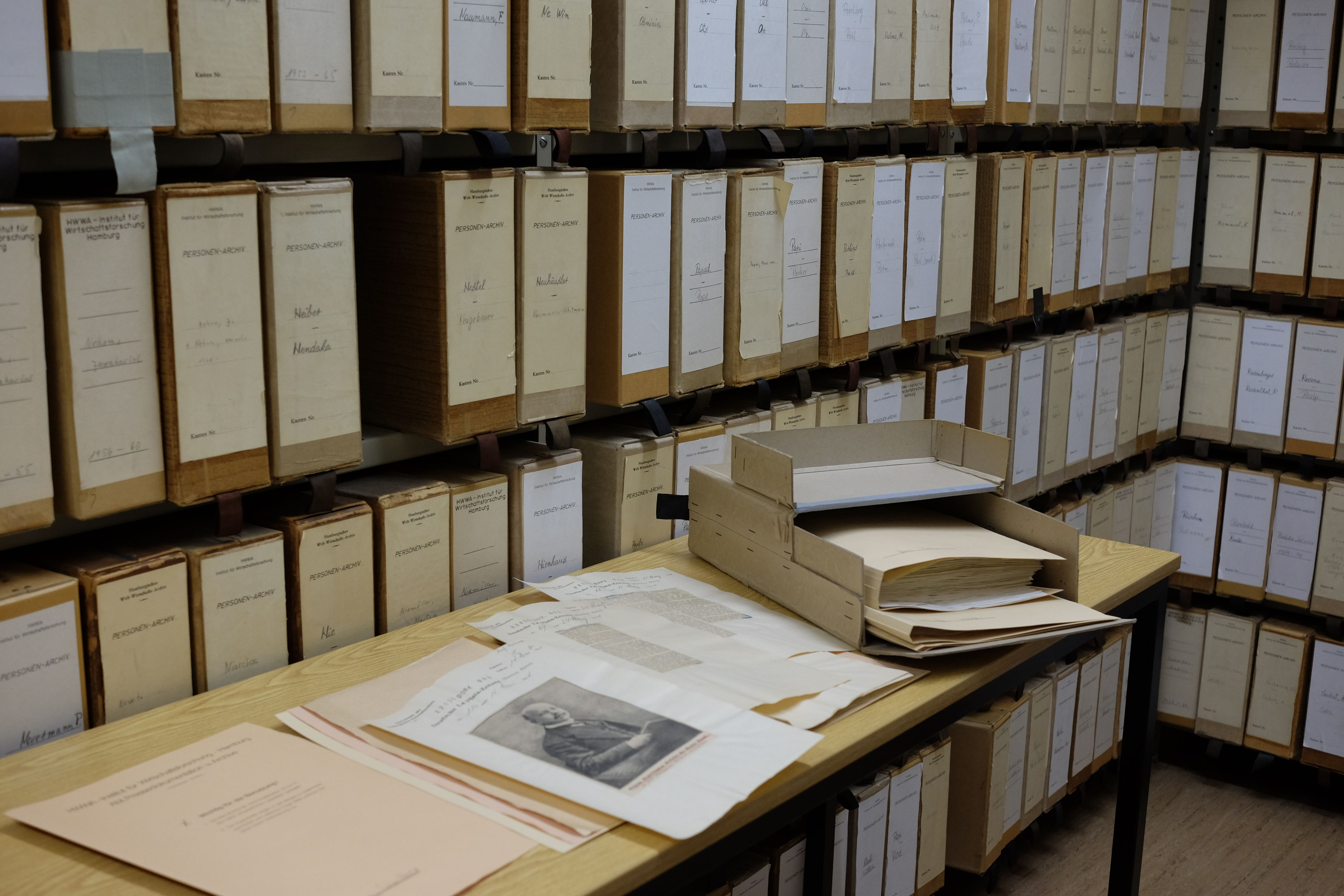
Mappen im Pressearchiv (Personenarchiv, 2015)

Das wirtschaftshistorische Pressearchiv 20. Jahrhundert umfasst rund 19 Millionen Presseausschnitte und andere Dokumente, thematisch zusammengestellt in Mappen zu Sachthemen und Ereignissen, Personen, Firmen und Waren.
Es geht zurück auf die 1908 gegründete Zentralstelle des Hamburgischen Kolonialinstituts und wurde im Hamburgischen Welt-Wirtschafts-Archiv (HWWA) zu einer weltweit einzigartigen öffentlichen Pressedokumentation ausgebaut.
2007 wurde es durch die ZBW - Leibniz-Informationszentrum Wirtschaft übernommen und mit dem 1914 begründeten Wirtschaftsarchiv des Kieler Instituts für Weltwirtschaft (IfW) zusammengeführt. Die aktive Sammeltätigkeit wurde Ende 2005 eingestellt, das Archiv ist jedoch weiter öffentlich zugänglich.

## Geschichte
Aufgabe der „Zentralstelle“ war „die Konzentration aller wissenschaftlichen und wirtschaftlichen kolonialen Bestrebungen“. Von Beginn an zählte dazu auch die Beobachtung kolonialer Bestrebungen im Ausland. Von einer kostenlosen Auskunftsstelle für koloniale Fragen vorrangig für die Hamburger Kaufmannschaft wandelte sich die Zentralstelle schon nach wenigen Jahren zu einem umfassenden Archiv für weltweite Themen aus Politik und Wirtschaft. Nach dem Verlust der deutschen Kolonien im Ersten Weltkrieg besiegelte 1919 die Umbenennung in „Hamburgisches Welt-Wirtschafts-Archiv“ diese Umorientierung. Der Personalstamm des Hamburgischen Welt-Wirtschafts-Archiv (HWWA) spiegelte seine Bedeutung wider und wuchs von 54 im Jahr 1919 auf 183 ständige oder zeitweilige Mitarbeiter 1958 an – ein Stand, der bis Ende der 1990er Jahre weitgehend stabil geblieben zu sein scheint.
Das kurz vor Ausbruch des Ersten Weltkriegs gegründete Kieler Wirtschaftsarchiv war ebenso wie dessen Bibliothek eng mit der wissenschaftlichen Arbeit des  Instituts für Weltwirtschaft (IfW) verbunden, die auf die Durchdringung der weltwirtschaftlichen Zusammenhänge und deren Verwertung für die Praxis ausgerichtet war. 1966 wurde der Bibliothek des IfW durch die Deutsche Forschungsgemeinschaft (DFG) die Funktion einer Zentralbibliothek für Wirtschaftswissenschaften in der Bundesrepublik Deutschland übertragen, 1993 wurde die Abteilung entsprechend umbenannt.
Sowohl im Ersten als auch im Zweiten Weltkrieg waren beide Archive intensiv in die außen- und kriegswirtschaftlichen Planungen des Kaiserreiches bzw. des NS-Staates eingebunden. Ab 1936 erstellte „Vertrauliche Berichte aus der Auslandspresse“ vermittelten ausgewählten Wirtschafts„führern“ und NS-Dienststellen „weitgehend ungefilterte Informationen und Kommentare zu Wirtschaftsfragen aus ausländischen Medien und stellten ein Unikum in der NS-Medienpolitik dar“. In der die militärische Expansionspolitik ergänzenden, „mit informellen Mitteln agierenden auswärtigen Kultur- und Informationspolitik“ stellten sich HWWA und IfW in den Dienst des NS-Regimes.
1996 begann eine engere Kooperation von HWWA und dem Wirtschaftsarchiv des Instituts für Weltwirtschaft (IfW) mit dem Ziel der Zusammenführung der beiden Archive. Seit Anfang 2001 wurden die nach einer neuen gemeinsamen Systematik erschlossenen Artikel über eine überregional recherchierbare Referenzdatenbank, „EconPress“, zugänglich gemacht. Einer Empfehlung aus der Evaluierung im Rahmen der Wissenschaftsgemeinschaft Leibniz im Jahre 2003 folgend, wurde die aktuelle Pressedokumentation Ende 2005 beendet und die Materialien wurden auf dem erreichten Stand eingefroren. Die Existenz des HWWA endete 2007 mit der Integration von dessen Pressedokumentation und Bibliothek im Rahmen einer neugegründeten Stiftung des öffentlichen Rechts in die ZBW - Leibniz-Informationszentrum Wirtschaft. Heute gehört das Pressearchiv zu den (Forschungs-)Infrastrukturen der Leibniz-Gemeinschaft.

## Sammelgebiete und Umfang
Konzentrierte sich die Sammlungstätigkeit des Hamburger Archivs anfänglich auf die deutschen Kolonien, so wurde „noch vor dem Ersten Weltkrieg ... auf Betreiben der Hamburger Kaufleute die wirtschaftliche und politische Entwicklung nicht-kolonialisierter Gebiete miteinbezogen“. Spätestens ab 1919 sammelte das Pressearchiv „Ausschnitte im Weltmaßstab“ Es wurde nach einer ab 1911 von Heinrich Waltz entwickelten Systematik, dem „Hamburger System“, in vier Bereiche gegliedert.
- Das Sacharchiv mit Sachthemen „aus allen Ländern, Teilkontinenten und der gesamten Welt“.[15] Zu den einzelnen Ländern und Regionen, die das primäre Ordnungskriterium darstellten, wurden bis zu 1200 Einzelthemen erfasst; die Gesamtzahl der Themen im Sacharchiv beträgt ungefähr 20.000. Hierzu gehören auch Sondermappen zu einzelnen Ereignissen oder Fragestellungen „wie z. B. dem Burenkrieg, der Sklavenfrage oder dem Suezkanal“.[16] Seit Ende der 1990er Jahre fokussierte sich die Sammeltätigkeit auf „inländische und internationale Wirtschaftsthemen (Betriebswirtschaft, Volkswirtschaft, Wirtschaftspolitik, Märkte, Branchen, Innovationen)“.[17]

- Das Warenarchiv mit nationalen sowie internationalen Rohstoffen, Halbfertig- und Fertigerzeugnissen. Die Produktbezeichnungen gliedern sich in ca. 980 Ober- und 3400 Unterbegriffe.[18] Hier stellten Länder und Regionen das sekundäre Ordnungskriterium dar.

- Das Firmenarchiv mit Geschäftsberichten und Festschriften von und Presseausschnitten über ca. 36.000[19] (nach anderen Zahlen: ca. 70.000)[20] in- und ausländische Unternehmen. Zudem wurden (seit 1999 in einem eigenen „Körperschaftenarchiv“) Berichte über mehrere hundert Institutionen und internationale Organisationen, Universitäten und Forschungseinrichtungen gesammelt.[21]

- Das Personenarchiv mit Dossiers über weltweit ca. 16.000[22] Personen aus Wirtschaft, Politik, Wissenschaft, Kultur und Gesellschaft.

Für das Pressearchiv wurden über 1500 Quellen ausgewertet, deren breite internationale Streuung einen Zugang zur Ideen- und Rezeptionsgeschichte von Themen eröffnet. Vereinzelt reichen die gesammelten Veröffentlichungen bis etwa 1826 zurück. Während das Personenarchiv bis zu seiner Digitalisierung ausschließlich in Papierform vorlag, wurden seit den 1960er Jahren die Bestände des Sach-, Waren- und Firmenarchivs in zehnjährigen Abständen auf Rollfilm oder Microfiche verfilmt und die Originale anschließend kassiert.
Die Bestände des Kieler Wirtschaftsarchivs sind weniger umfassend dokumentiert. Sie gliedern sich nach eigener Darstellung in ein Sacharchiv, das vor allem der Forschung und Lehre des IfW diente und bis 1945 vollständig verfilmt ist, ein ausschließlich in Papierform vorliegendes Personenarchiv, das auch Veröffentlichungen dieser Personen enthält, und ein Hausarchiv mit Veröffentlichungen über das IfW selbst, das ebenfalls in Papierform vorliegt. Das Körperschaftenarchiv, das 1958 etwa 4800 Unternehmen und mehr als 5600 deutsche und ausländische wissenschaftliche und kulturelle Gesellschaften und Institute, politische Parteien und Wirtschaftsverbände umfasste, und „eine der vollständigsten Sammlungen zur Unternehmensgeschichte im 20. Jahrhundert“ darstellte wird in der Selbstdarstellung heute nicht mehr erwähnt. Das abgeschlossene „Kriegsarchiv“ der Jahre 1914–1918 mit einer Million Zeitungsartikeln ging 1942 durch einen Bombentreffer verloren. Für 1958, als sechs wissenschaftliche Fachkräfte und insgesamt mehr als dreißig Mitarbeiter mit der Sammlung und Organisation des Materials befasst waren, wurde der Gesamtumfang des Wirtschaftsarchivs mit mehr als drei Millionen, für 1993 mit mehr als zehn Millionen Zeitungsausschnitten angegeben.
Über die Pressemappe 20. Jahrhundert sind Teile der Bestände beider Archive heute im Internet zugänglich.

## Teilweise Digitalisierung der Bestände und Pressemappe 20. Jahrhundert
Die DFG finanzierte im Rahmen ihres Förderbereichs „Verteilte Digitale Forschungsbibliothek“ das Projekt Retrospektive Digitalisierung von historischen Presseartikeln auf Papier, Rollfilmen und Mikrofiche der Archive des HWWA und des Wirtschaftsarchivs des IfW von 2004 bis 2007 mit ca. 880.000 Euro. Darin wurde das historische Pressematerial beider Institutionen aus der Zeit vom Beginn des 20. Jahrhunderts bis zur Währungsreform 1948 bzw. zur Gründung der Bundesrepublik 1949 digitalisiert. Von dem Digitalisierungsprojekt ebenfalls erfasst wurden die Bestände der Forschungsstelle für das Übersee-Deutschtum (1934–1945).
Im Projekt wurden die in Papier vorhandenen Mappen des Personenarchivs gescannt und von internen Projektmitarbeiterinnen und -mitarbeitern mit Metadaten (Mappen- und Dokument-ID sowie Seitennummer, punktuell auch Quelle, Erscheinungsdatum, Autor und Titel) versehen. Schrifterkennung durch OCR konnte wegen der teilweise verwendeten Frakturschriften, der in der Artikelfolge ständig wechselnden Schrifttypen (wie auch Sprachen) und der z. T. schlechten Qualität der Vorlagen nicht genutzt werden. Das Personenarchiv wurde am Anfang des Projekts bearbeitet. Die ca. 5500 Mappen von Personen, die vor 1949 angelegt wurden, sind vollständig online zugreifbar.

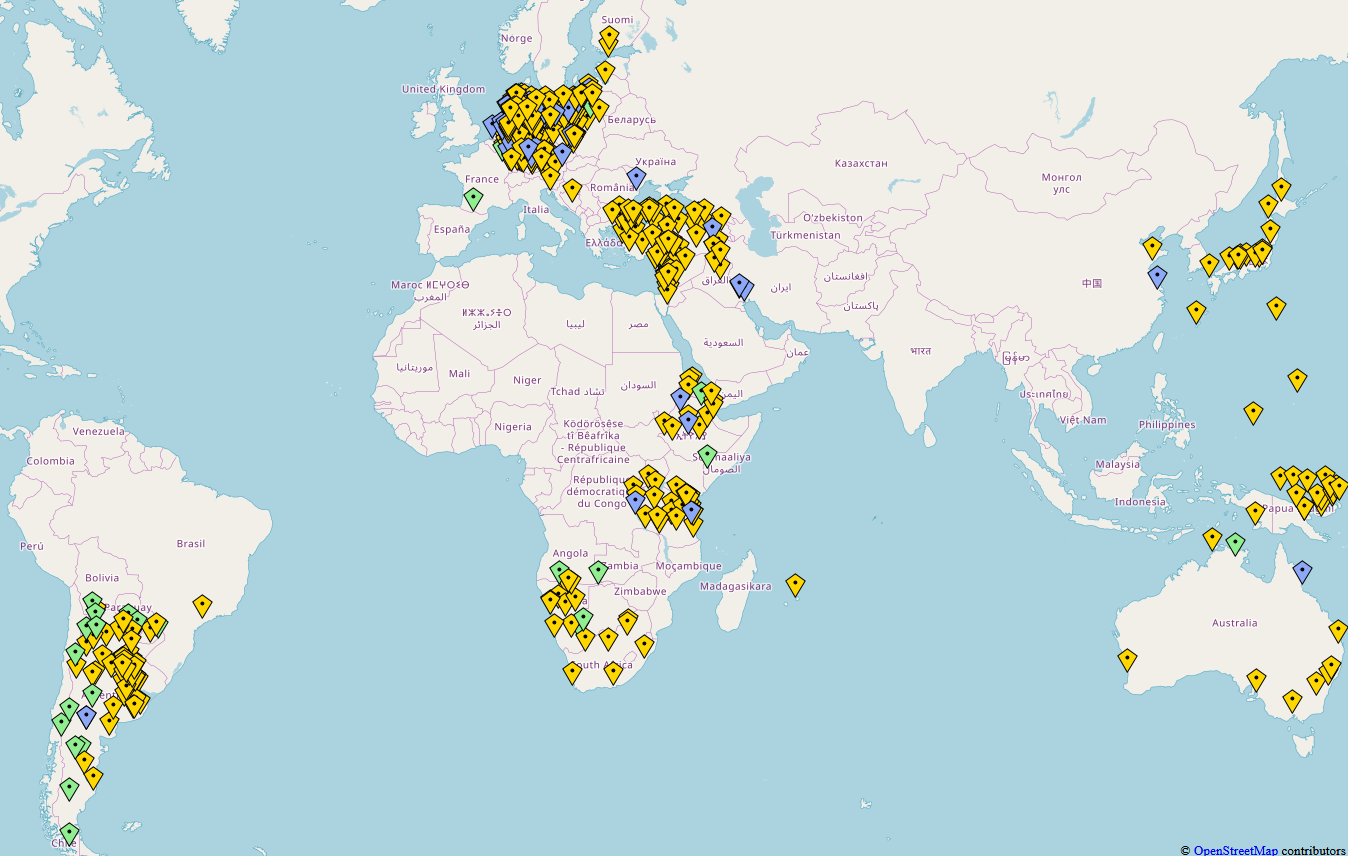
Digitalisierte Teile des Sach-Archivs: Neben Deutschland (unvollständig) und Hamburg (komplett) die Mehrzahl der früheren deutschen Kolonien, Naher Osten, Japan, Argentinien und die (Ant)arktis.

Die auf Rollfilm vorliegenden Teile des Archivs (bis 1960) wurden ebenfalls digitalisiert. Da auf diesen Filmen weder die Mappen noch die Dokumente maschinenlesbar voneinander getrennt waren, konnten solche formalen Elemente nicht übernommen werden. Stattdessen mussten die Seiten mit einer eigens entwickelten „Slider“-Software „geschnitten“, zu Dokumenten und Mappen zusammengefügt und mit Metadaten versehen werden. Dieser arbeitsaufwendige Prozess war zum Projektende 2007 nur zu einem geringen Teil erfolgt und wurde offenbar bis 2019 fortgeführt. Die Mappen wurden über die im Rahmen des Projekts erstellte Webanwendung „Pressemappe 20. Jahrhundert“ zugänglich gemacht. Bei den Firmen wurden ca. 11.000 von Rollfilmen digitalisiert, davon sind bisher rund 7.500 online zugreifbar. Beim Sach- und Warenarchiv scheinen die Anteile des online zugänglichen digitalisierten Materials noch deutlich geringer zu sein. Die Personen sind alphabetisch nach Namen erschlossen, während die Firmen sowohl über den Namen als auch geografisch über ihren Sitz und über Branchenlisten zugänglich sind. Für die Sachthemen kann über die Hierarchie der Sach- und Ländersystematik ebenso zugegriffen werden wie über eine Suche nach Sach- und Geoschlagwörtern aus der GND und über eine Weltkarte mit Geolokationen.
Aus Kapazitäts- und vor allem urheberrechtlichen Gründen wurden nur die Bestände zunächst bis 1930, in einer zweiten Förderphase bis 1948/49 von der Digitalisierung erfasst. Zahlreiche einzelne Artikel innerhalb der Dossiers unterliegen Sperrvermerken, wenn der Tod des Autors bzw. bei anonymen oder pseudonymen Werken das Datum der Veröffentlichung weniger als 70 Jahre zurückliegt. Durch eine Moving Wall sollen mit der Zeit mehr und mehr Dokumente freigeschaltet werden. Knapp eine Million der im Rahmen des Projektes digitalisierten ca. 5,7 Mio. Dokumente sind über die Anwendung öffentlich zugänglich.
Seit 2020 wird zudem ein direkter Zugriff auf alle digitalisierten Filme angeboten, einschließlich der Bestände des HWWA bis 1960 und des Sacharchivs des Kieler Wirtschaftsarchivs. Eine inhaltliche Erschließung liegt auf Filmebene vor. Aus urheberrechtlichen Gründen ist der Zugang allerdings auf die Leseräume der ZBW beschränkt. Von 2021 an wurde eine neue Webseite aufgebaut, die auf fest verlinkten statischen Seiten und standardkonformer Anzeige der Digitalisate (IIIF) beruht. Mitte 2022 wurde die schrittweise Stilllegung der alten Pressemappen-Applikation angekündigt.
Im Oktober 2019 spendete die ZBW in einem ersten Schritt Metadaten zu 5000 Personendossiers aus der Pressemappe 20. Jahrhundert an das Linked-Open-Data-Projekt Wikidata.